# Schloss Trautskirchen

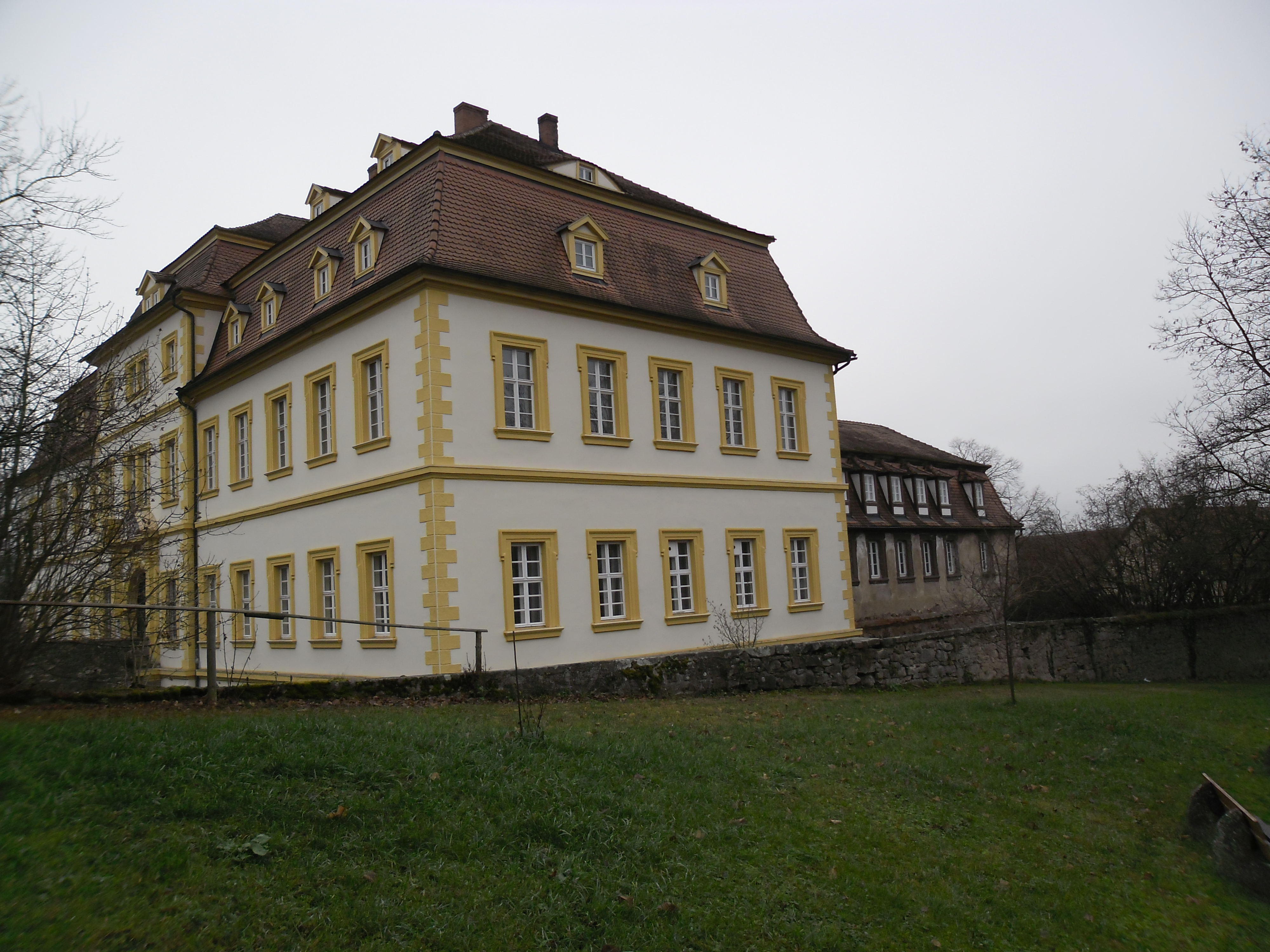
Schloss Trautskirchen

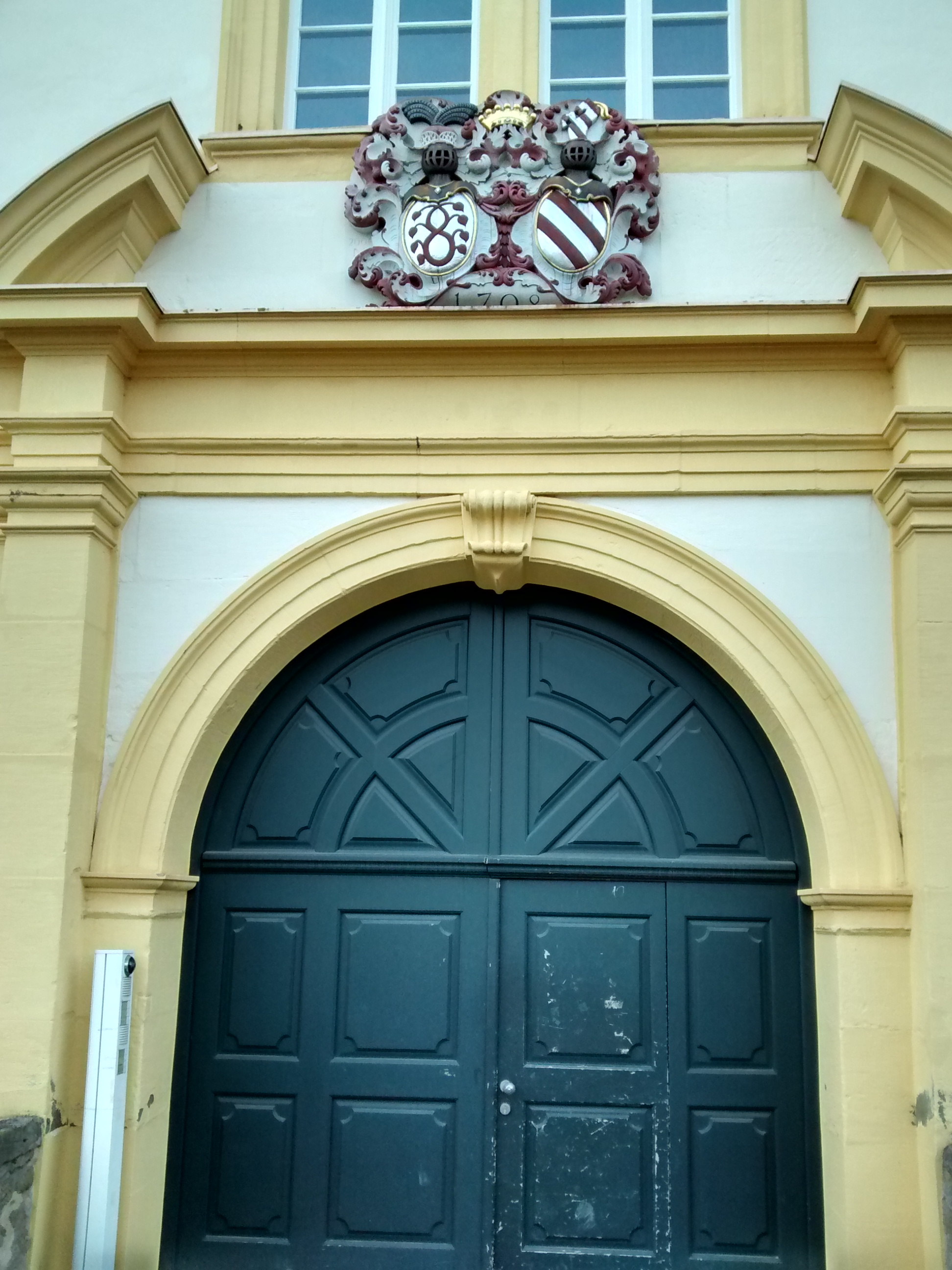
Eingangsportal des Schlosses

Das Schloss Trautskirchen ist ein denkmalgeschütztes Schloss in Trautskirchen, eine Gemeinde im Landkreis Neustadt an der Aisch-Bad Windsheim in Mittelfranken in Bayern. Der Gebäudekomplex ist unter der Denkmalnummer D-5-75-166-5 als Baudenkmal in der Bayerischen Denkmalliste eingetragen.

## Geschichte
Wohl Arnold von Seckendorff-Nold ließ Mitte des 14. Jahrhunderts (etwa um 1350 bis 1360) am jetzigen Schlossstandort eine Burg erbauen. Diese, mehrfach um- und ausgebaut, hatte bis ins 17. Jahrhundert bestand. Mehrfacher Besitzerwechsel ist dokumentiert:
- Nach den Verwüstungen des Dreißigjährigen Krieges kamen 1638 Gutsherrschaft samt Burg an den kaiserlichen Generalwachtmeister Nikolaus Dietrich von Sperreuth, verheiratet mit Anna Catharina von Lentersheim.[1]
- 1703 kam Philipp Friedrich Graf von Wolfstein zu Pyrbaum in den Besitz.[1]
- 1706 erwarb Freiherr Ernst-Ludwig von Seckendorff-Gutend den Besitz. Er ließ das vom Architekten des süddeutschen Barock Johann Dientzenhofer entworfene Barockschloss erbauen, das bis 1709 fertiggestellt wurde.[1]
- Zwischen 1733 und 1828 ist ein häufiger Besitzerwechsel dokumentiert.[1]
- 1828 kam Schloss Trautskirchen wieder in das Eigentum der Seckendorff'schen Linie Aberdar.[1]
- 2011 wurde das Schloss von der Familie Callens von Seckendorff in eine Familienstiftung überführt.[2]

## Beschreibung
Das 1706–1709 erbaute barocke Schloss besteht aus drei U-förmig angeordneten Gebäudetrakten, die nur leicht erhöht gegen das westlich davon liegende Dorf stehen. Der Zentralbau (Corps de Logis) im Osten ist zweigeschossig, hat Ecksteine und ist mit einem Mansarddach bedeckt. Im um ein Stockwerk höheren Mittelrisalit befindet sich das Portal, in dessen gesprengten Giebel ein Doppelwappen mit Freiherrenkrone und mit darunterliegender Jahreszahl 1708 eingefügt ist. Das Wappen ist den Schlossbesitzern Ernst Ludwig von Seckendorff-Gutend und seiner Frau Christina Sophia von Ellrichshausen zu Neidenfels zuzuordnen.
Die leicht ungleichen Seitenflügel sind eingeschossig und ebenfalls mit Mansarddächern bedeckt. Die Dächer sind durch eine größere Anzahl Dachfenster gekennzeichnet.
Zum Schlossensemble gehört ostseitig ein größerer Wirtschaftshof. Zum Denkmalensemble zugehörig sind das Wohnhaus, zwei zugehörige Scheunen bzw. Stallungen (alle 18. bzw. 19. Jahrhundert), der in eine rechteckige Bruchsteinmauer eingefasste Teich, sowie ein Schlossgraben mit in Teilen erhaltener Umfassungsmauer aus Bruchsteinmauerwerk und einer rundbogigen Durchfahrt mit spitzbogigem Durchgang aus der Mitte des 16. Jahrhunderts. Über der Durchfahrt befindet sich ein Allianzwappen gehalten von einem Engel in Rahmung, die Wappen sind stark verwittert. Die steinernen Angeln des nicht mehr vorhandenen Tores sind noch gut sichtbar.

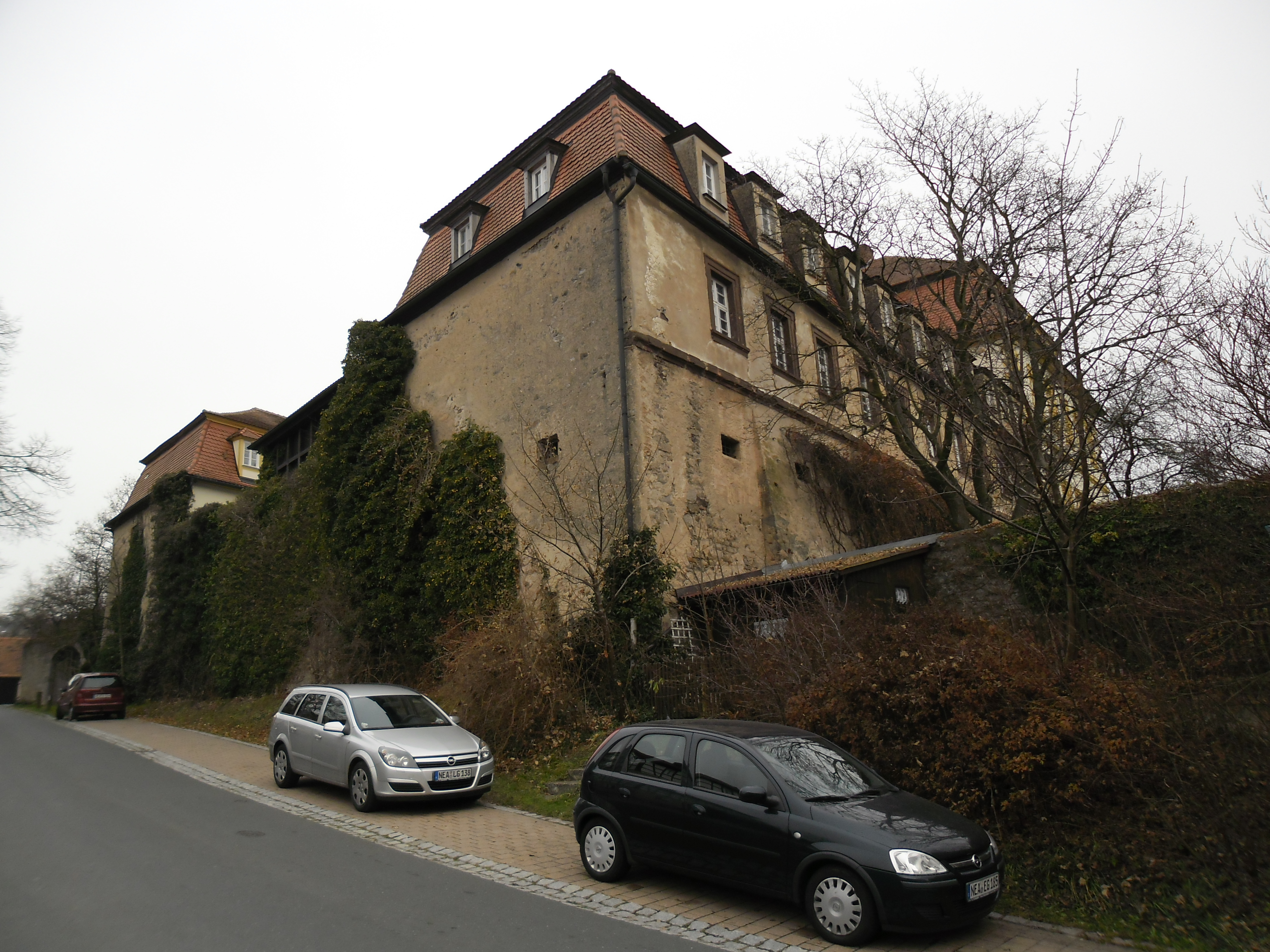
Abschluss der Seitengebäude des Schlosstraktes
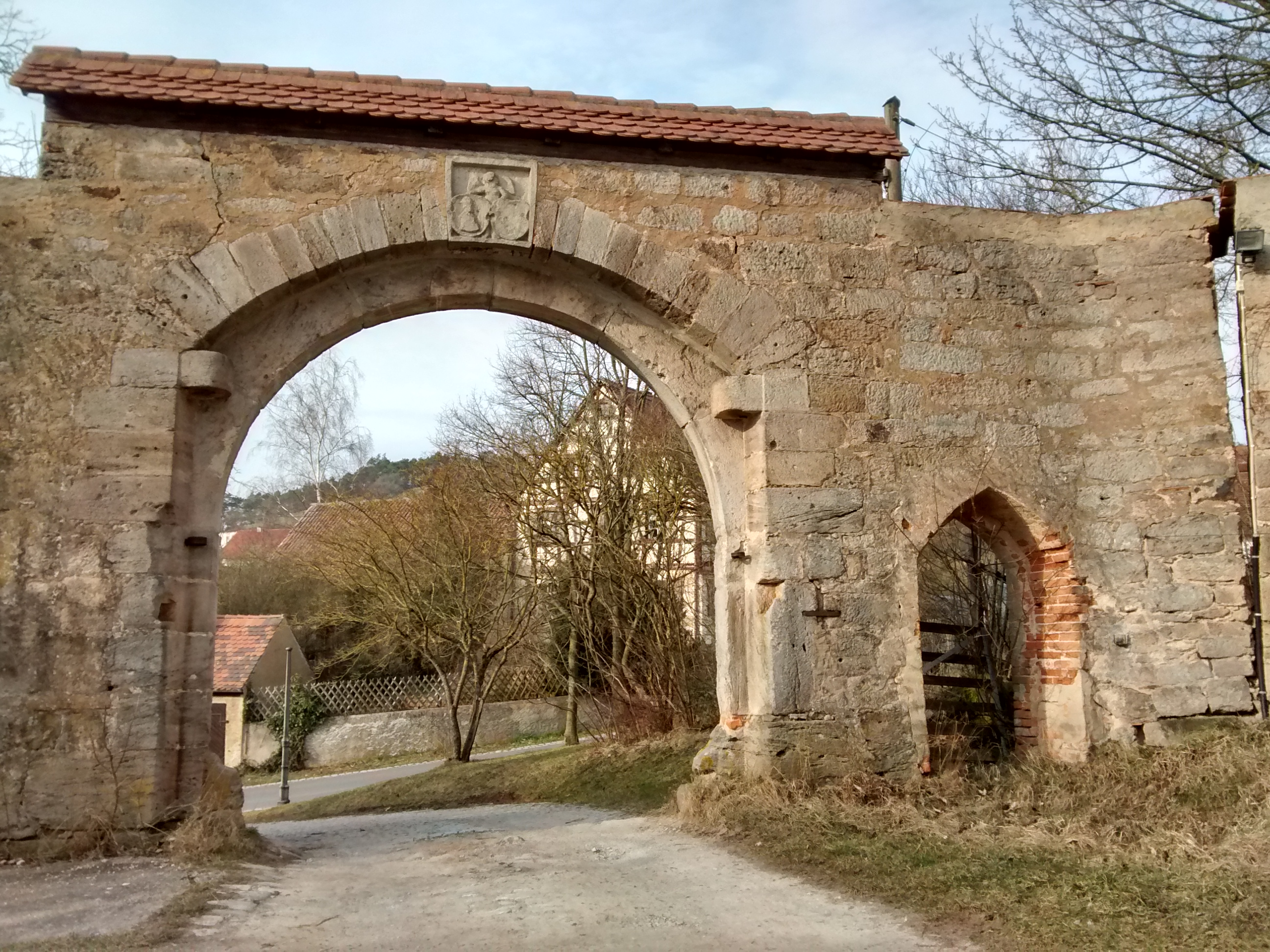
Torzugang zum Schlosshof mit kleinem Allianzwappen
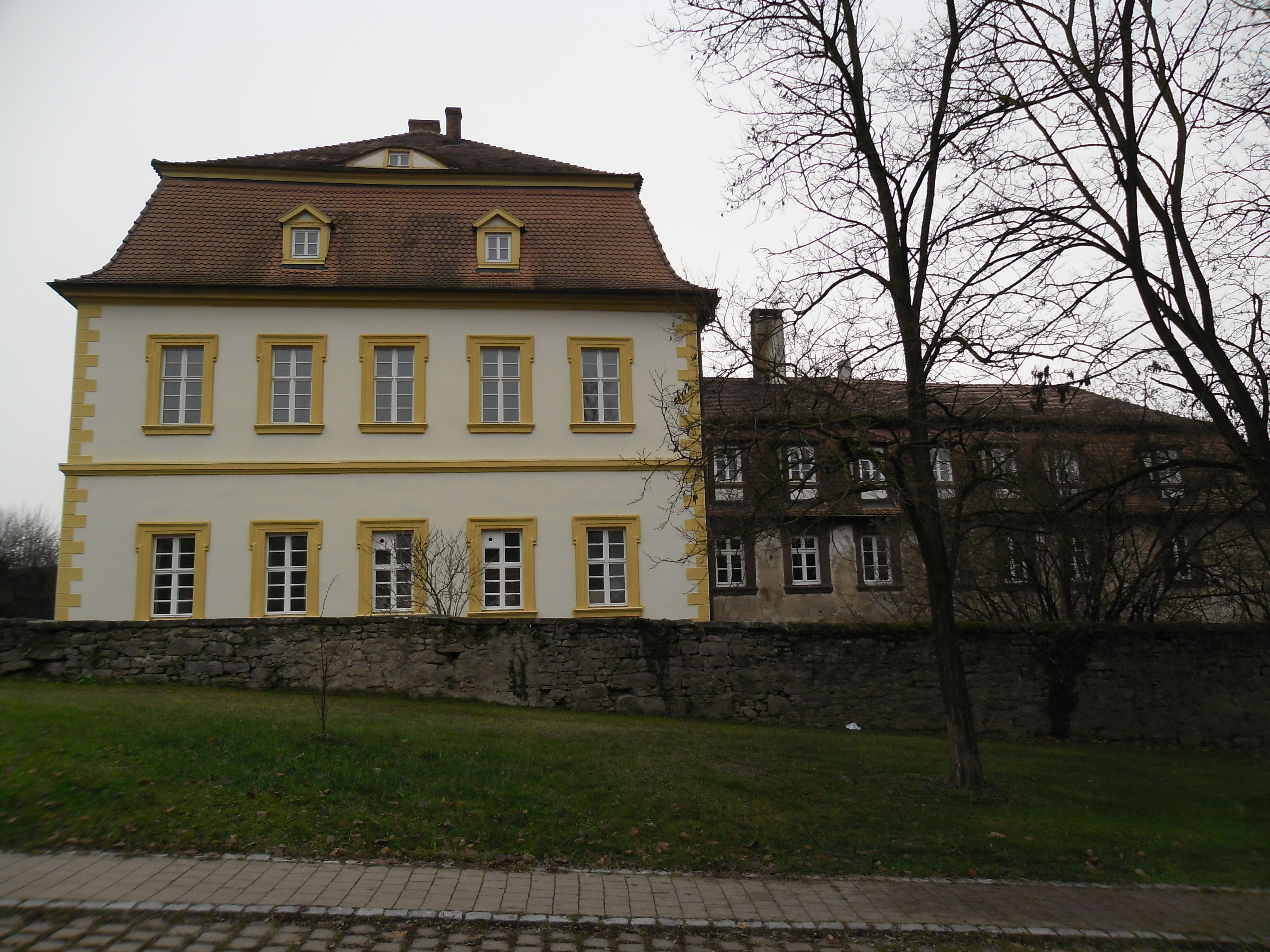
Nordecke des Schlosses mit Corps de Logis und einem kleineren Seitentrakt